# Filière d'Artigat
La filière d'Artigat ou communauté d'Artigat est une filière djihadiste basée au lieu-dit Les Lanes à Artigat, en Ariège. Olivier Corel, dit « l'émir blanc », en est la personnalité centrale. Il influence de nombreux jeunes dans un islam radical, bien qu'il n'ait jamais été prouvé qu'il ait directement incité à des actions terroristes. 
Pionnière, la filière envoie plusieurs djihadistes rejoindre l'Irak dès 2006. Son membre le plus connu, Mohammed Merah, assassine sept personnes dont trois enfants juifs en mars 2012. En 2014, la filière envoie depuis la région toulousaine une vingtaine de djihadistes vers l'État islamique. On y trouve notamment Sabri Essid, accusé de participation au génocide des Yézidis, et les frères Clain, qui revendiquent les attentats du 13 novembre 2015 pour le compte de l'État islamique. Au moins cinq membres de la filières sont tués lors de la guerre, tandis que cinq autres sont faits prisonniers par les Forces démocratiques syriennes et détenus sur zone. Six ont été jugés en France, avec des peines allant jusqu'à trente ans pour Abdelkader Merah.

## Historique

### Années 80: les débuts
À la fin des années 1980, Olivier Corel (né Abdulilah al-Dandachi), musulman originaire de Syrie et naturalisé français en 1983, s'installe avec sa femme dans une vieille ferme sur les hauteurs d'Artigat au lieu-dit Les Lanes. Surnommé « l'Émir blanc d'Artigat », il fonde en 1987 une communauté islamiste d'obédience salafiste piétiste et attire ainsi une dizaine de familles, pour la plupart des Français récemment convertis à l'islam, qui construisent leurs maisons dans le hameau. La communauté qui vit de façon recluse périclite au bout de quelques années. 

### Constitution d'une filière terroriste

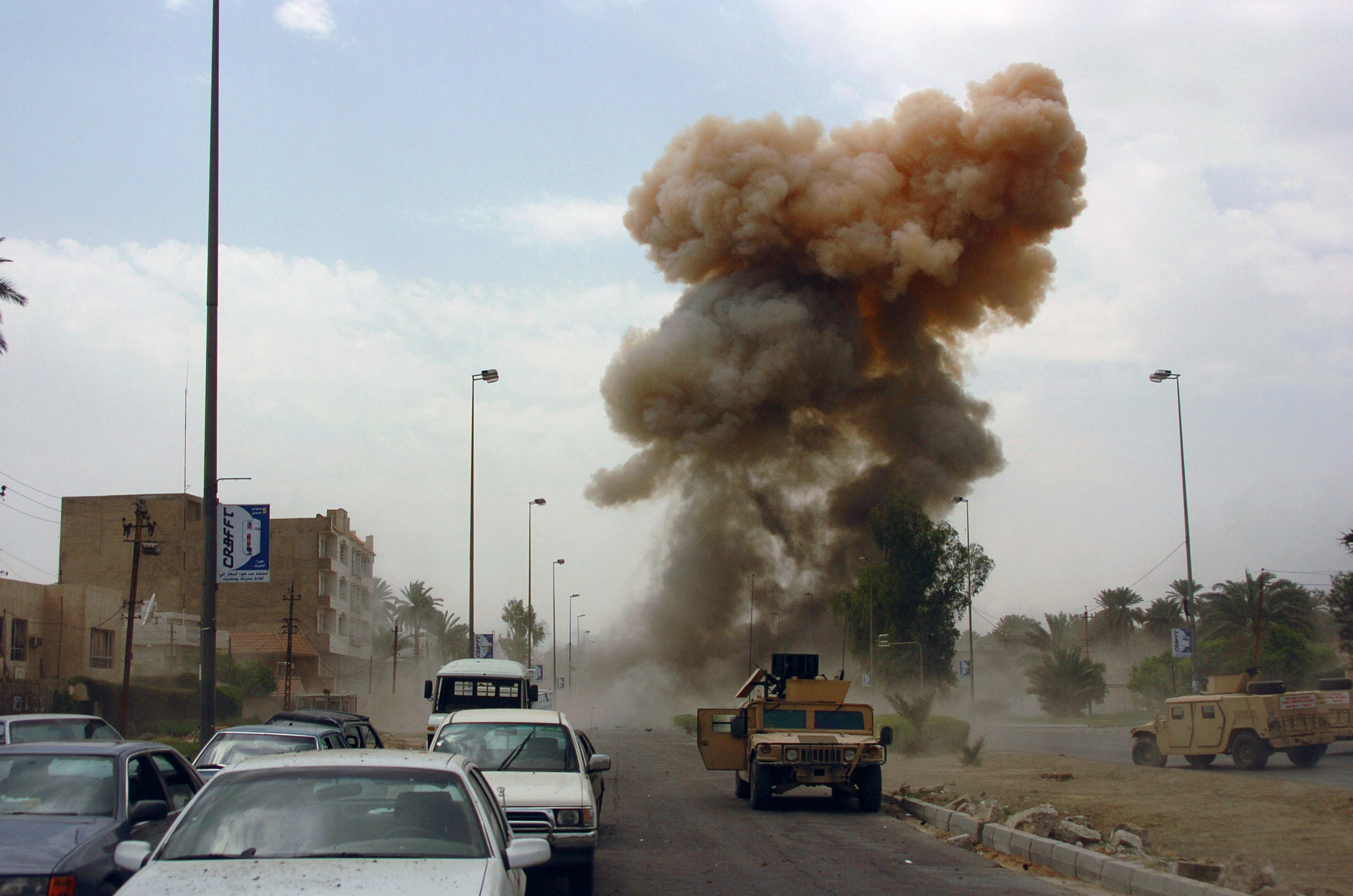
Huit membres de la filière ont tenté de participer à la Guerre d'Irak auprès des insurgés djihadistes.

Olivier Corel est à l'origine d'une des filières majeures du djihadisme en France, la « filière d'Artigat ». Il est ainsi devenu un proche de Mohammed Merah et de sa famille, ainsi que de Fabien Clain (dit Omar), qui a revendiqué les attentats du 13 novembre 2015 pour l'État islamique.
En février 2007, une perquisition est menée chez lui. Les policiers découvrent des images de Ben Laden et d'Al-Zarqaoui, ex-chef d'Al-Qaïda en Irak et des livres djihadistes. Il est alors mis en examen pour « association de malfaiteurs en relation avec une entreprise terroriste » par le juge Marc Trévidic et placé sous contrôle judiciaire avant de bénéficier d'un non-lieu.
Arrêtés en 2006 par l'armée syrienne alors qu'ils tentent de rejoindre l'Irak pour combattre les forces américaines auprès d'Al-Qaïda, Thomas Barnouin, Sabri Essid, Fabien Clain et cinq de leurs complices seront condamnés en décembre 2009 à cinq ans de prison. Après avoir purgé leur peine, les membres d’Artigat n’ont pas renié leurs convictions puisqu'en janvier et février 2014, plusieurs dont Jean-Michel Clain, Imad Djebali, Sabri Essid (dont le père a épousé la mère de Mohammed Merah), Mohamed Megherbi (époux de l'une des sœurs de Fabien Clain) ou Thomas Barnouin trompent la légère surveillance dont ils font l'objet et rejoignent l'État islamique en Syrie (Daech) avec femmes et enfants.

### Autres affaires auxquelles est liée la filière
En 2011, Olivier Corel a célébré le mariage religieux entre la mère de Mohammed Merah, responsable des tueries de mars 2012 à Toulouse et Montauban, et le père de Sabri Essid.
La filière apparaît également dans l'affaire Sid Ahmed Ghlam, associant l'assassinat d'Aurélie Châtelain et un attentat manqué visant une église de Villejuif. 
Le 24 novembre 2015, la filière d'Artigat, et plus particulièrement le logement d'Olivier Corel font l'objet d'une perquisition administrative dans le cadre de l'enquête diligentée sur les attentats survenus à Paris et Saint-Denis le 13 novembre 2015. Olivier Corel, dit l'« émir blanc », est alors mis en garde à vue et condamné le 25 novembre 2015 à six mois de prison avec sursis pour détention d’arme (un fusil de chasse), en comparution immédiate au tribunal correctionnel de Foix. Cette condamnation a été assortie d’une mise à l’épreuve de deux ans avec obligation de prévenir tout changement dans sa situation personnelle, d’informer le juge de l’application des peines de tout déplacement à l’étranger avec nécessité d’obtenir une autorisation et enfin l’interdiction totale de détention d’une arme pendant cinq ans.

### Élimination

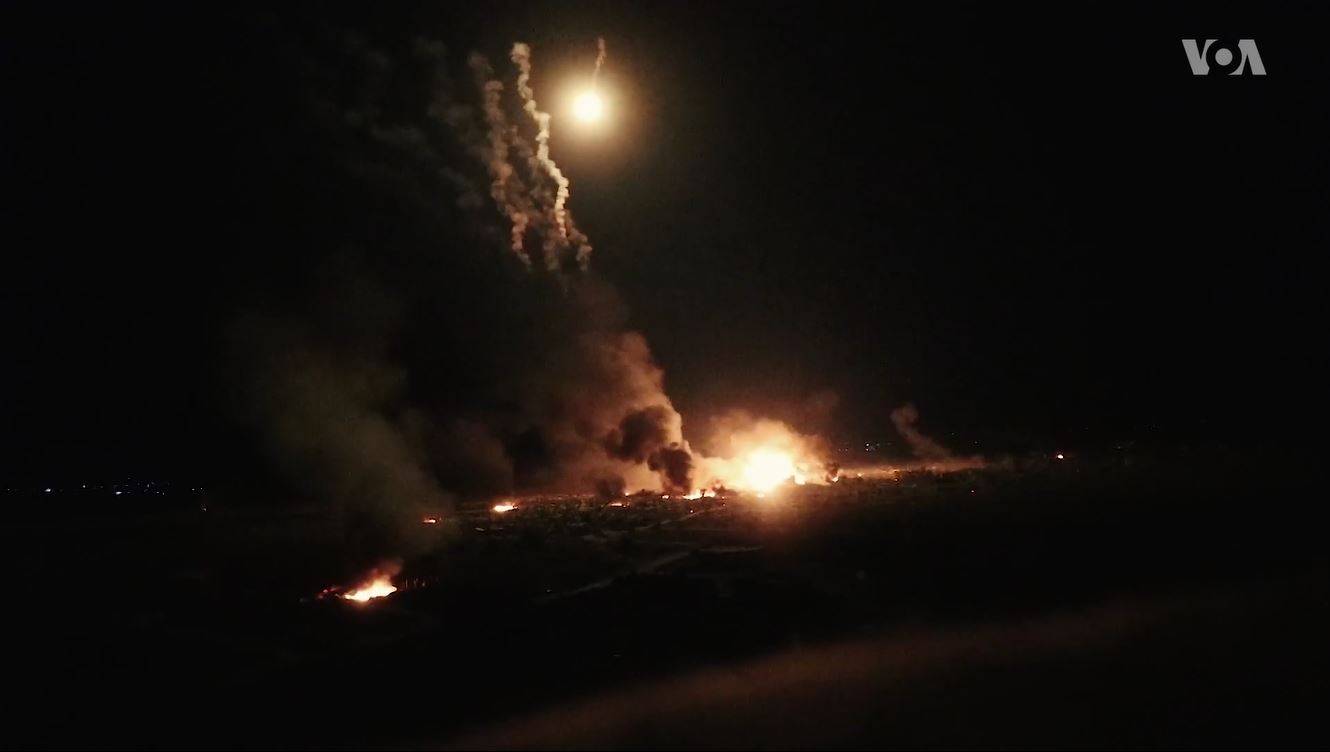
Bombardements sur le réduit de Baghouz, dans la nuit du 12 mars- 2019- au 13 mars 2019.

Plusieurs des membres éminents de la filière sont tués au cours de la guerre. En 2018, Sabri Essid est déclaré mort par l'organisation djihadiste, selon laquelle il aurait sauté sur une mine. En février 2019, les frères Clain sont présumés tués lors de bombardements de la coalition pendant la bataille de Baghouz, qui marque l'effondrement territorial du califat. 
En décembre 2017, les Forces démocratiques syriennes arrêtent six djihadistes français dans la région de Hassaké, alors qu'ils se dirigeaient vers la frontière avec la Turquie. Selon le journal Libération, ils sont dénoncés par leur passeur. On trouve parmi aux cinq membres de la filière d'Artigat : Thomas Barnouin, Thomas Collange, Kévin Gonod, Mohamed Megherbi et son frère Najib. Ils sont alors placés en détention dans la « prison noire » de Derik, dans le nord-est syrien. Kévin Gonod est toutefois transféré vers l'Irak, où il est condamné à mort en 2019,,,, avant que sa peine ne soit commuée en perpétuité en 2023.

### Rapatriements
En juillet 2019, trois femmes et leurs neuf enfants sont arrêtés en Turquie et rapatriés en France en septembre, dont la femme de Thomas Collange ainsi que la mère et la femme de Kevin Gonot, par ailleurs nièce de Fabien Clain. Cette dernière, est entendue en tant que témoin lors du procès des attentats du 13 novembre 2015, puisque c'est son oncle qui a revendiqué l'attaque pour le compte de Daech. Elle y évoque ses désillusions au sein du califat, ainsi qu'une brouille avec ses oncles qui ont fait emprisonner certaines de ses connaissances. Elle dit : « chez Daech, je ne pensais plus par moi-même en fait. C'était seulement le groupe. Et puis si je commençais à remettre des choses en doute, c'était dangereux pour ma vie. »,.

## Membres de la filière
De nombreuses personnes connues pour leur salafisme et des personnes connues comme terroriste islamiste sont passées par les cours d'Olivier Corel, il y a notamment :
- la famille Merah : Mohammed[20], Souad[20] et Abdelkader Merah[20] ;

- Sabri Essid, un demi-frère par alliance de Mohammed Merah[21] son père ayant épousé la mère de Mohammed Merah[7]. Il apparaît le 11 mars 2015, dans une vidéo ultra-violente du groupe terroriste Daech, au cours de laquelle son beau-fils Rayan, 12 ans, abat un prisonnier[20],[22]. Il est présumé mort en 2018, de même que son frère Walid[23] ;

- Fabien[22],[24] (dit Omar) et Jean-Michel (Abou Othman) Clain, deux frères d'ascendance réunionnaise convertis à l'islam. Olivier Corel les a côtoyé régulièrement depuis la fin des années 1990[20]. Ils sont des figures centrales de la filière, disposant d'une certaine autorité du fait de leurs connaissances religieuses. Ils influencent notamment Mohammed Merah, avec un soutien moral et financier[25]. Leurs voix ont été identifiées sur la bande audio de revendications des attentats du 13 novembre 2015. Ils meurent en février 2019 dans un bombardement  ;

- Thomas Barnouin (dit Abdelhakim[26] puis Abou Ahmed el Fransi), né vers 1981 et originaire d'Albi[7] converti à l'islam en 2000, Barnouin s'est progressivement radicalisé en fréquentant des mosquées à Albi, Toulouse et Château-Chinon[27]. Il est connu de la justice pour trafic de stupéfiants et vol avec arme[28]. Vers 2002, quand il intègre la mouvance salafiste toulousaine en fréquentant une mosquée du quartier de Bellefontaine, il s'y lie avec les frères Clain et Sabri Essid[7], puis part étudier la théologie wahabbite à l’Université islamique de Médine, en Arabie Saoudite, entre 2003 et 2006. Depuis, il parle couramment arabe. De retour en France, il embrigade des jeunes du quartier albigeois de Cantepau[29] et décide de participer au djihad irakien[7]. En décembre 2006, lui et Sabri Essid sont arrêtés les armes à la main par les autorités syriennes. Après deux mois d’incarcération, ils sont expulsés le 13 février 2007 et interpellés à leur descente d'avion à Orly, puis condamnés en décembre 2009 à cinq ans de prison[7]. Non repenti, il part rejoindre l'État islamique avec sa famille et Jean-Michel Clain en 2014[27], où il devient un cadre influent du groupe terroriste[21]. Juriste au sein de l'organisation, il est notamment chargé de faire appliquer la loi islamique[12]. Il est capturé mi-décembre 2017 par des combattants kurdes en Syrie alors que les troupes de l'EI n'occupent plus qu'une petite fraction de territoire[7] ;

- Kévin Gonod (dit Abou Sofiane), se converti à l'islam avec ses parents et son demi-frère Thomas Collange[30], il épouse une nièce des frères Clain. Il rejoint la Syrie dès 2013 et rallie d'abord le Front al-Nosra avant de prêter allégeance à l’État islamique. Il convainc d'autres membres de la filière de le rejoindre, en plus de sa femme et ses parents. Il participe notamment à la bataille de Kobané en 2015. Son père meurt lors de la bataille de Raqqa, en 2017[31]. Condamné à neuf ans de prison en France en son absence, il est transféré vers l'Irak après son arrestation en Syrie, et est condamné à la peine de mort pour son appartenance à une organisation terroriste le 27 mai 2019[13].

- Thomas Collange (dit Mokhtar), né en 1983 et originaire de Pau, converti à l'islam en 2001, et capturé en même temps que Thomas Barnouin. Interrogé par la justice et les services de renseignement avant 2014, il assume une radicalité violente, louant notamment les attentats du 11 septembre 2001 et les assassinats de policiers irakiens[7],[28].

- Nicolas né en 1982 (dit Abou Abdel Rahman) et Jean-Daniel Bons né en 1990, proches d'Abdelkader Merah. Nicolas, le frère ainé, connait un passé de trafiquant de drogues et est condamné à porter un bracelet électronique. Il fréquente le quartier des Izards à Toulouse, comme de nombreux protagonistes de la filière. Il se convertit à l'islam en 2009 et influence son petit-frère, qui se convertit à son tour en 2012. Les frères rejoignent Daech en Syrie dès mars 2013. Le plus jeune est tué en aout 2013 lors de la bataille d'Alep tandis que le second se fait exploser à Homs en décembre 2013[32],[33].

- Jonathan Geffroy, convertit à un jeune âge, rencontre Abdelkader Merah en Égypte. Il rejoint la Syrie en février 2015, peu après le premier attentat revendiqué par Daech en France. Il est arrêté en février 2017 par les forces turques, qui épaulent les rebelles syriens, lors de la bataille d'al-Bab. Extradé en France, il est jugé pour association de malfaiteurs terroristes, ayant combattu au sein de deux katibas de sinistre réputation. Il se présente comme un repenti et fournit des informations sur Daech. Les juges estiment toutefois qu'il s'agit d'une stratégie opportuniste, d'autant que selon la DCSI, toutes ces informations étaient déjà connues des services. Il est condamné à 18 ans de réclusion criminelle[34],[35].

- Mohamed et Najib Megherbi, le premier est « candidat jihadiste de la première heure » selon le procès de 2009 qu'il l'a condamné à six ans de prison pour avoir tenté de rejoindre le djihad en Irak en 2006 avec d'autres membres de la filière. Ils rejoignent la Syrie début 2014, avant d'être arrêtés par les Kurdes en décembre 2017 avec trois autres membres de la filière[36]. Mohamed avait épousé une demi-sœur des frères Clain, Amélie Grondin, qui est depuis réfugiée dans la région d'Idlib[37]. Najib se marie avec une Toulousaine et a deux enfants sur zone, qui sont rapatriés en France[38].

- Quentin Le Brun (Abou Osama Al-Faransi), né en 1988, originaire du Tarn (Labastide-Rouairoux), se convertit à l'islam vers la vingtaine. Il devient un proche des frères Clain, qu'il rencontre dans une mosquée toulousaine. Il rejoint Daech en février 2014 avec sa femme, une Française d'origine marocaine, et sa fille, et le couple a trois autres enfants en Syrie. En novembre 2014, il brule un passeport français dans une vidéo de propagande de l'organisation avec Romain Garnier, où ce dernier appelle à « tuer les Français par les armes, les voitures, le poison ». Il devient un cadre de la communication de l'organisation. Il est arrêté par les forces kurdes lors de la bataille de Baghouz, en janvier 2019[39].

De nombreux autres individus engagés dans le djihad gravitent autour de cette filière. Chahid Tahiri, qui a combattu, incite Jonathan Geffroy à le rejoindre. On peut aussi citer Imad Djebali, Abdelouahed El-Baghdadi (époux de Souad Merah), Noureddine Othmani et Gaël Maurize, qui rejoignent la Syrie en février 2014 et sont accusés d'avoir combattus pour Daech. S'affirmant déçus par l'organisation, ils rentrent en France en aout 2014. Ils expliquent avoir été arrêtés par l'organisation lors leur retour puis menacés d’exécution sous l'accusation d'espionnage, mais parviennent à s'enfuir. En 2017, ils sont respectivement condamnés à 15, 9, 9 et 8 ans de prison,,.

### Sources
- Jean-Manuel Escarnot, « A Artigat, le clan de « l’émir blanc » », Libération,‎ 23 novembre 2015 (ISSN 0335-1793, lire en ligne, consulté le 25 novembre 2015)

- Philippe Gagnebet, « Qui est Olivier Corel, « l’Émir blanc », mentor de djihadistes français ? », Le Monde,‎ 25 novembre 2015 (ISSN 0395-2037, lire en ligne, consulté le 25 novembre 2015)